# Tenacious D
Tenacious D (читається як «тіне́йшес ді́») — американський рок-гурт, заснований 1994 року в Лос-Анджелесі, Каліфорнія, США. Складається з вокаліста та гітариста Джека Блека та бек-вокаліста і основного гітариста Кайла Ґесса. Гурт випустив чотири номерних альбоми: Tenacious D, 2001; The Pick of Destiny, 2006; Rize of the Fenix, 2012; Post-Apocalypto, 2018. Участь у студійних записах та концертних виступах беруть такі сесійні музиканти як гітарист Джон Конескі (англ. John Konesky), бас-гітарист Джон Спайкер (англ. John Spiker) та барабанщик Брукс Вакерман (англ. Brooks Wackerman).
У 2015 році Tenacious D завоювали премію «Греммі» в номінації «Best Metal Performance.»

## Заснування
Tenacious D був створений 1994 року як акустичний дует. Уперше популярність прийшла 1999 року, коли гурт брав участь у зйомках в однойменному телесеріалі та став надавати підтримку великим рок-концертам.

## Дискографія
Tenacious D, 2001 

The Pick of Destiny, 2006 

Rize of the Fenix, 2012
Post-Apocalypto, 2018